# Clasificación para la Eurocopa 1980
La fase de clasificación para la Eurocopa de fútbol 1980 constaba de 31 equipos (el equipo del país anfitrión, Italia, estaba clasificado automáticamente) divididos en siete grupos; tres de los cinco equipos y cuatro de cuatro equipos. La ronda de clasificación se jugó entre septiembre de 1978 y febrero de 1980.

## Sorteo
| Bombo 1                                                                             | Bombo 2                                                                                              | Bombo 3                                                                          | Bombo 4                                                                 | Bombo 5                       |
| ----------------------------------------------------------------------------------- | --- | -------------------------------------------------------------------------------- | ----------------------------------------------------------------------- | ----------------------------- |
| - Alemania Federal - Polonia - Francia - España - Yugoslavia - Inglaterra - Bélgica | - Checoslovaquia - Austria - Países Bajos - Unión Soviética - Alemania Democrática - Hungría - Gales | - Escocia - Irlanda del Norte - Irlanda - Rumania - Grecia - Portugal - Bulgaria | - Suecia - Dinamarca - Suiza - Finlandia - Turquía - Noruega - Islandia | - Malta - Chipre - Luxemburgo |

## Primera fase

### Grupo 1
| Pos. | Equipo            | Pts. | PJ | G | E | P | GF | GC | Dif. | Clasificación |
| ---- | ----------------- | ---- | -- | - | - | - | -- | -- | ---- | ------------- |
| 1    | Inglaterra        | 15   | 8  | 7 | 1 | 0 | 22 | 5  | +17  | Eurocopa 1980 |
| 2    | Irlanda del Norte | 9    | 8  | 4 | 1 | 3 | 8  | 14 | −6   |               |
| 3    | Irlanda           | 7    | 8  | 2 | 3 | 3 | 9  | 8  | +1   |               |
| 4    | Bulgaria          | 5    | 8  | 2 | 1 | 5 | 6  | 14 | −8   |               |
| 5    | Dinamarca         | 4    | 8  | 1 | 2 | 5 | 13 | 17 | −4   |               |

 Fuente: 
Resumen de partidos:
| 24 de mayo de 1978 22:00 Dinamarca | Dinamarca                                | 3:3 (1:2) | Irlanda                                     | Parken Stadion, Copenague,                                          |                                                                     |
|                                    | Jensen 33' · B.Nielsen 79' · S.Lerby 80' |           | F.Stapleton 11' · Grealish 25' · Anthon 65' | Asistencia: 38.900 espectadores Árbitro(s): Johannes-Frederick Beck | Asistencia: 38.900 espectadores Árbitro(s): Johannes-Frederick Beck |

| 20 de septiembre de 1978 14:00 Irlanda | Irlanda | 0:0 (0:0) | Irlanda del Norte | Lansdowne Road, Dublin,                                  |  |
|                                        |         |           |                   | Asistencia: 46.000 espectadores Árbitro(s): Francis Rion |  |

| 20 de septiembre de 1978 17:00 Dinamarca | Dinamarca                                                | 3:4 (2:2) | Inglaterra                                                | Parken Stadion, Copenague,                               |                                                          |
|                                          | Allan Simonsen 25' · Frank Arnesen 28' · Per Røntved 86' |           | Kevin Keegan 17', 23' · Bob Latchford 50' · Phil Neal 85' | Asistencia: 47.600 espectadores Árbitro(s): Adolf Prokop | Asistencia: 47.600 espectadores Árbitro(s): Adolf Prokop |

| 11 de octubre de 1978 18:00 Dinamarca | Dinamarca                           | 2:2 (1:1) | Bulgaria                         | Parken Stadium, Copenague,                                        |                                                                   |
|                                       | Benny Nielsen 17' · Soren Lerby 63' |           | Pavel Panov 34' · Ivan Iliev 84' | Asistencia: 15.800 espectadores Árbitro(s): Angel Franco Martínez | Asistencia: 15.800 espectadores Árbitro(s): Angel Franco Martínez |

| 25 de octubre de 1978 15:00 Irlanda del Norte | Irlanda del Norte                      | 2:1 (0:0) | Dinamarca          | Windsor Park, Belfast,                                  |                                                         |
|                                               | Derek Spence 63' · Trevor Anderson 85' |           | Henning Jensen 51' | Asistencia: 25.000 espectadores Árbitro(s): Rolf Haugen | Asistencia: 25.000 espectadores Árbitro(s): Rolf Haugen |

| 25 de octubre de 1978 15:00 Irlanda | Irlanda        | 1:1 (1:1) | Inglaterra       | Lansdowne Road, Dublin,                                    |                                                            |
|                                     | Gerry Daly 27' |           | Bob Latchford 8' | Asistencia: 48.613 espectadores Árbitro(s): Heinz Aldinger | Asistencia: 48.613 espectadores Árbitro(s): Heinz Aldinger |

| 29 de noviembre de 1978 16:00 Bulgaria | Bulgaria | 0:2 (0:1) | Irlanda del Norte                      | Vasil Levski, Sofia,                                 |                                                      |
|                                        |          |           | Gerry Armstrong 17' · Billy Caskey 83' | Asistencia: 25.000 espectadores Árbitro(s): Hilmi Ok | Asistencia: 25.000 espectadores Árbitro(s): Hilmi Ok |

| 7 de febrero de 1979 19:45 Inglaterra | Inglaterra                                                   | 4:0 (1:0) | Irlanda del Norte | Wembley, Londres,                                        |                                                          |
|                                       | Kevin Keegan 24' · Bob Latchford 46', 63' · David Watson 49' |           |                   | Asistencia: 91.244 espectadores Árbitro(s): Ulf Eriksson | Asistencia: 91.244 espectadores Árbitro(s): Ulf Eriksson |

| 2 de mayo de 1979 18:00 Irlanda del Norte | Irlanda del Norte                       | 2:0 (2:0) | Bulgaria | Windsor Park, Belfast,                                      |                                                             |
|                                           | Chris Nicholl 16' · Gerry Armstrong 30' |           |          | Asistencia: 18.700 espectadores Árbitro(s): Anders Mattsson | Asistencia: 18.700 espectadores Árbitro(s): Anders Mattsson |

| 2 de mayo de 1979 18:00 Irlanda | Irlanda                         | 2:0 (1:0) | Dinamarca | Lansdowne Road, Dublin,                                    |                                                            |
|                                 | Gerry Daly 44' · Don Givens 66' |           |           | Asistencia: 26.000 espectadores Árbitro(s): Michel Vautrot | Asistencia: 26.000 espectadores Árbitro(s): Michel Vautrot |

| 19 de mayo de 1979 14:00 Bulgaria | Bulgaria             | 1:0 (0:0) | Irlanda | Vasil Levski, Sofia,                                    |                                                         |
|                                   | Chavdar Tsvetkov 81' |           |         | Asistencia: 25.000 espectadores Árbitro(s): Josef Bucek | Asistencia: 25.000 espectadores Árbitro(s): Josef Bucek |

| 6 de junio de 1979 15:00 Bulgaria | Bulgaria | 0:3 (0:1) | Inglaterra                                            | Vasil Levski, Sofia,                                               |                                                                    |
|                                   |          |           | Kevin Keegan 7' · David Watson 53' · Peter Barnes 54' | Asistencia: 31.322 espectadores Árbitro(s): Ernst Dörflinger-Buser | Asistencia: 31.322 espectadores Árbitro(s): Ernst Dörflinger-Buser |

| 6 de junio de 1979 17:00 Dinamarca | Dinamarca                                               | 4:0 (2:0) | Irlanda del Norte | Parken Stadion, Copenague,                                 |                                                            |
|                                    | Preben Elkjær Larsen 13', 33', 83' · Allan Simonsen 64' |           |                   | Asistencia: 16.800 espectadores Árbitro(s): Rudolf Frickel | Asistencia: 16.800 espectadores Árbitro(s): Rudolf Frickel |

| 12 de septiembre de 1979 18:45 Inglaterra | Inglaterra       | 1:0 (1:0) | Dinamarca | Wembley, Londres,                                                     |                                                                       |
|                                           | Kevin Keegan 17' |           |           | Asistencia: 85.000 espectadores Árbitro(s): César Correia Diaz Da Luz | Asistencia: 85.000 espectadores Árbitro(s): César Correia Diaz Da Luz |

| 17 de octubre de 1979 15:00 Irlanda | Irlanda                                                   | 3:0 (1:0) | Bulgaria | Lansdowne Road, Dublin,                                   |                                                           |
|                                     | Mick Martin 39' · Tony Grealish 46' · Frank Stapleton 83' |           |          | Asistencia: 22.000 espectadores Árbitro(s): Heinz Einbeck | Asistencia: 22.000 espectadores Árbitro(s): Heinz Einbeck |

| 17 de octubre de 1979 15:00 Irlanda del Norte | Irlanda del Norte   | 1:5 (0:2) | Inglaterra                                                          | Windsor Park, Belfast,                                    |                                                           |
|                                               | Victor Moreland 50' |           | Trevor Francis 18', 62' · Tony Woodcock 34' 57' · Jimmy Nicholl 74' | Asistencia: 17.755 espectadores Árbitro(s): Alexis Ponnet | Asistencia: 17.755 espectadores Árbitro(s): Alexis Ponnet |

| 31 de octubre de 1979 16:30 Bulgaria | Bulgaria                                         | 3:0 (1:0) | Dinamarca | Vasil Levski, Sofia,                                       |                                                            |
|                                      | Andrey Zhelyazkov 21' · Chavdar Tsvetkov 51' 88' |           |           | Asistencia: 6.500 espectadores Árbitro(s): Sotos Afxentiou | Asistencia: 6.500 espectadores Árbitro(s): Sotos Afxentiou |

| 21 de noviembre de 1979 14:30 Irlanda del Norte | Irlanda del Norte   | 1:0 (0:0) | Irlanda | Windsor Park, Belfast,                                          |                                                                 |
|                                                 | Gerry Armstrong 54' |           |         | Asistencia: 15.000 espectadores · Árbitro(s): André Daina Suiza | Asistencia: 15.000 espectadores · Árbitro(s): André Daina Suiza |

| 22 de noviembre de 1979 19:45 Inglaterra | Inglaterra                         | 2:0 (1:0) | Bulgaria | Wembley, Londres,                                            |                                                              |
|                                          | David Watson 9' · Glenn Hoddle 68' |           |          | Asistencia: 71.491 espectadores Árbitro(s): Erik Fredriksson | Asistencia: 71.491 espectadores Árbitro(s): Erik Fredriksson |

| 6 de febrero de 1980 19:45 Inglaterra | Inglaterra            | 2:0 (1:0) | Irlanda | Wembley, Londres,                                           |                                                             |
|                                       | Kevin Keegan 34', 74' |           |         | Asistencia: 90.299 espectadores Árbitro(s): Klaus Scheurell | Asistencia: 90.299 espectadores Árbitro(s): Klaus Scheurell |

### Grupo 2
| Pos. | Equipo   | Pts. | PJ | G | E | P | GF | GC | Dif. | Clasificación |
| ---- | -------- | ---- | -- | - | - | - | -- | -- | ---- | ------------- |
| 1    | Bélgica  | 12   | 8  | 4 | 4 | 0 | 12 | 5  | +7   | Eurocopa 1980 |
| 2    | Austria  | 11   | 8  | 4 | 3 | 1 | 14 | 7  | +7   |               |
| 3    | Portugal | 9    | 8  | 4 | 1 | 3 | 10 | 11 | −1   |               |
| 4    | Escocia  | 7    | 8  | 3 | 1 | 4 | 15 | 13 | +2   |               |
| 5    | Noruega  | 1    | 8  | 0 | 1 | 7 | 5  | 20 | −15  |               |

 Fuente: 
Resumen de partidos:
| 1 de septiembre de 1978 17:00 Noruega | Noruega | 0:2 (0:2) | Austria                            | Ullevaal, Oslo,                                           |                                                           |
|                                       |         |           | Bruno Pezzey 23' · Hans Krankl 43' | Asistencia: 13.075 espectadores Árbitro(s): Pat Partridge | Asistencia: 13.075 espectadores Árbitro(s): Pat Partridge |

| 20 de septiembre de 1978 17:00 Austria | Austria                                                     | 3:2 (1:0) | Escocia                            | Ernst Happel, Viena,                                           |                                                                |
|                                        | Bruno Pezzey 27' · Walter Schachner 47' · Wilhelm Kreuz 63' |           | Gordon McQueen 64' · Andy Gray 78' | Asistencia: 62.281 espectadores Árbitro(s): Alberto Michelotti | Asistencia: 62.281 espectadores Árbitro(s): Alberto Michelotti |

| 20 de septiembre de 1978 18:00 Bélgica | Bélgica          | 1:1 (0:1) | Noruega               | Daknam, Lokeren,                                       |                                                        |
|                                        | Julien Cools 65' |           | Arne Larsen Økland 8' | Asistencia: 5.272 espectadores Árbitro(s): Marjan Raus | Asistencia: 5.272 espectadores Árbitro(s): Marjan Raus |

| 11 de octubre de 1978 21:30 Portugal | Portugal         | 1:1 (1:1) | Bélgica                | Da Luz, Lisboa,                                             |                                                             |
|                                      | Eurico Gomes 31' |           | Franky Vercauteren 37' | Asistencia: 20.000 espectadores Árbitro(s): Georges Konrath | Asistencia: 20.000 espectadores Árbitro(s): Georges Konrath |

| 25 de octubre de 1978 20:00 Escocia | Escocia                                      | 3:2 (1:1) | Noruega                                   | Hampden Park, Glasgow,                                       |                                                              |
|                                     | Kenny Dalglish 30', 81' · Archie Gemmill 87' |           | Einar Jan Aas 3' · Arne Larsen Økland 64' | Asistencia: 65.372 espectadores Árbitro(s): Vojtech Christov | Asistencia: 65.372 espectadores Árbitro(s): Vojtech Christov |

| 15 de noviembre de 1978 18:00 Austria | Austria              | 1:2 (0:1) | Portugal                       | Ernst Happel, Viena,                                       |                                                            |
|                                       | Walter Schachner 71' |           | Nené 30' · Alberto Fonseca 90' | Asistencia: 64.024 espectadores Árbitro(s): Nicolae Rainea | Asistencia: 64.024 espectadores Árbitro(s): Nicolae Rainea |

| 29 de noviembre de 1978 21:30 Portugal | Portugal            | 1:0 (1:0) | Escocia | Da Luz, Lisboa,                                                    |                                                                    |
|                                        | Alberto Fonseca 28' |           |         | Asistencia: 60.000 espectadores Árbitro(s): Ernst Dörflinger-Buser | Asistencia: 60.000 espectadores Árbitro(s): Ernst Dörflinger-Buser |

| 28 de marzo de 1979 19:00 Bélgica | Bélgica               | 1:1 (1:0) | Austria         | Emile Verse, Bruselas,                                           |                                                                  |
|                                   | Rene Vandereycken 21' |           | Hans Krankl 61' | Asistencia: 6.264 espectadores Árbitro(s): Ángel Franco Martínez | Asistencia: 6.264 espectadores Árbitro(s): Ángel Franco Martínez |

| 2 de mayo de 1979 17:00 Austria | Austria | 0:0 (0:0) | Bélgica | Ernst Happel, Viena,                                 |  |
|                                 |         |           |         | Asistencia: 42.903 espectadores Árbitro(s): Hilmi Ok |  |

| 9 de mayo de 1979 17:00 Noruega | Noruega | 0:1 (0:1) | Portugal       | Ullevaal, Oslo,                                               |                                                               |
|                                 |         |           | Joao Alves 35' | Asistencia: 9.876 espectadores Árbitro(s): Siegfried Kirschen | Asistencia: 9.876 espectadores Árbitro(s): Siegfried Kirschen |

| 7 de junio de 1979 17:00 Noruega | Noruega | 0:4 (0:3) | Escocia                                                                       | Ullevaal, Oslo,                                            |                                                            |
|                                  |         |           | Joe Jordan 32' · Kenny Dalglish 39' · John Robertson 43' · Gordon McQueen 54' | Asistencia: 17.269 espectadores Árbitro(s): Ib. F. Nielsen | Asistencia: 17.269 espectadores Árbitro(s): Ib. F. Nielsen |

| 29 de agosto de 1979 17:00 Austria | Austria                                                                    | 4:0 (1:0) | Noruega | Ernst Happel, Viena,                                       |                                                            |
|                                    | Kurt Jara 42' · Herbert Prohaska 46' · Wilhelm Kreuz 75' · Hans Krankl 86' |           |         | Asistencia: 30.991 espectadores Árbitro(s): Jaromir Fausek | Asistencia: 30.991 espectadores Árbitro(s): Jaromir Fausek |

| 12 de septiembre de 1979 17:00 Noruega | Noruega         | 1:2 (1:1) | Bélgica                                       | Ullevaal, Oslo,                                           |                                                           |
|                                        | Pal Jacobsen 7' |           | Jean Janssens 31' · François Van der Elst 75' | Asistencia: 11.255 espectadores Árbitro(s): Alojzy Jarguz | Asistencia: 11.255 espectadores Árbitro(s): Alojzy Jarguz |

| 17 de octubre de 1979 19:00 Bélgica | Bélgica                                           | 2:0 (0:0) | Portugal | Heysel, Bruselas,                                       |                                                         |
|                                     | Wilfried Van Moer 46' · François Van der Elst 56' |           |          | Asistencia: 8.799 espectadores Árbitro(s): Ulf Eriksson | Asistencia: 8.799 espectadores Árbitro(s): Ulf Eriksson |

| 17 de octubre de 1979 20:00 Escocia | Escocia            | 1:1 (0:1) | Austria         | Hampden Park, Glasgow,                                     |                                                            |
|                                     | Archie Gemmill 75' |           | Hans Krankl 11' | Asistencia: 67.895 espectadores Árbitro(s): Károly Palotai | Asistencia: 67.895 espectadores Árbitro(s): Károly Palotai |

| 1 de noviembre de 1979 15:00 Portugal | Portugal                                    | 3:1 (1:1) | Noruega          | Da Luz, Lisboa,                                               |                                                               |
|                                       | Artur Correia 37' · Tamagnini Nené 59', 71' |           | Georg Hammer 10' | Asistencia: 25.000 espectadores Árbitro(s): Riccardo Lattanzi | Asistencia: 25.000 espectadores Árbitro(s): Riccardo Lattanzi |

| 21 de noviembre de 1979 19:00 Bélgica | Bélgica                                         | 2:0 (1:0) | Escocia | Heysel, Bruselas,                                           |                                                             |
|                                       | François Van der Elst 5' · Eddy Voordeckers 47' |           |         | Asistencia: 14.289 espectadores Árbitro(s): Eldar Azim-Zade | Asistencia: 14.289 espectadores Árbitro(s): Eldar Azim-Zade |

| 21 de noviembre de 1979 21:30 Portugal | Portugal           | 1:2 (1:1) | Austria                               | Da Luz, Lisboa,                                            |                                                            |
|                                        | Reinaldo Gomes 42' |           | Kurt Welzl 37' · Walter Schachner 51' | Asistencia: 52.815 espectadores Árbitro(s): Charles Corver | Asistencia: 52.815 espectadores Árbitro(s): Charles Corver |

| 19 de diciembre de 1979 20:00 Escocia | Escocia            | 1:3 (0:3) | Bélgica                                                | Hampden Park, Glasgow,                                     |                                                            |
|                                       | John Robertson 55' |           | Erwin Vandenbergh 18' · François Van der Elst 23', 28' | Asistencia: 25.389 espectadores Árbitro(s): Heinz Aldinger | Asistencia: 25.389 espectadores Árbitro(s): Heinz Aldinger |

| 26 de marzo de 1980 20:00 Escocia | Escocia                                                                      | 4:1 (2:0) | Portugal           | Hampden Park, Glasgow,                                   |                                                          |
|                                   | Kenny Dalglish 7' · Andy Gray 25' · Steve Archibald 68' · Archie Gemmill 83' |           | Fernando Gomes 75' | Asistencia: 20.233 espectadores Árbitro(s): Robert Wurtz | Asistencia: 20.233 espectadores Árbitro(s): Robert Wurtz |

### Grupo 3
| Pos. | Equipo     | Pts. | PJ | G | E | P | GF | GC | Dif. | Clasificación |
| ---- | ---------- | ---- | -- | - | - | - | -- | -- | ---- | ------------- |
| 1    | España     | 9    | 6  | 4 | 1 | 1 | 13 | 5  | +8   | Eurocopa 1980 |
| 2    | Yugoslavia | 8    | 6  | 4 | 0 | 2 | 14 | 6  | +8   |               |
| 3    | Rumania    | 6    | 6  | 2 | 2 | 2 | 9  | 8  | +1   |               |
| 4    | Chipre     | 1    | 6  | 0 | 1 | 5 | 2  | 19 | −17  |               |

 Fuente: 
Resumen de partidos:
| 4 de octubre de 1978 16:30 Yugoslavia | Yugoslavia            | 1:2 (1:2) | España                       | Maksimir, Zagreb,                                          |                                                            |
|                                       | Vahid Halilhodžić 44' |           | Juanito 20' · Santillana 32' | Asistencia: 41.539 espectadores Árbitro(s): Erich Linemayr | Asistencia: 41.539 espectadores Árbitro(s): Erich Linemayr |

| 25 de octubre de 1978 13:00 Rumania | Rumanía                                       | 3:2 (0:1) | Yugoslavia                                | Ghencea, Bucarest,                                            |                                                               |
|                                     | Stefan Sames 62', 68' · Anghel Iordănescu 75' |           | Vladimir Petrović 22' · Damir Desnica 90' | Asistencia: 24.090 espectadores Árbitro(s): Riccardo Lattanzi | Asistencia: 24.090 espectadores Árbitro(s): Riccardo Lattanzi |

| 15 de noviembre de 1978 20:00 España | España    | 1:0 (1:0) | Rumanía | Mestalla, Valencia,                                    |                                                        |
|                                      | Asensi 9' |           |         | Asistencia: 46.000 espectadores Árbitro(s): Jan Keizer | Asistencia: 46.000 espectadores Árbitro(s): Jan Keizer |

| 13 de diciembre de 1978 19:30 España | España                                                                    | 5:0 (2:0) | Chipre | Helmántico, Salamanca,                                  |                                                         |
|                                      | Asensi 9' · Vicente del Bosque 10' · Santillana 52', 77' · Rubén Cano 65' |           |        | Asistencia: 17.500 espectadores Árbitro(s): Paul Bonett | Asistencia: 17.500 espectadores Árbitro(s): Paul Bonett |

| 1 de abril de 1979 13:00 Chipre | Chipre | 0:3 (0:1) | Yugoslavia                                 | Makario, Nicosia,                                       |                                                         |
|                                 |        |           | Zlatko Vujović 40', 79' · Ivica Šurjak 82' | Asistencia: 3.376 espectadores Árbitro(s): Laszlo Padar | Asistencia: 3.376 espectadores Árbitro(s): Laszlo Padar |

| 4 de abril de 1979 13:30 Rumania | Rumanía                 | 2:2 (0:0) | España        | Ion Oblemenco, Craiova,                                           |                                                                   |
|                                  | Dudu Georgescu 57', 65' |           | Dani 59', 70' | Asistencia: 47.000 espectadores Árbitro(s): Marcel Van Langenhove | Asistencia: 47.000 espectadores Árbitro(s): Marcel Van Langenhove |

| 13 de mayo de 1979 13:30 Chipre | Chipre              | 1:1 (1:1) | Rumanía            | Tsirio, Limassol,                                           |                                                             |
|                                 | Sotiris Kaiafas 31' |           | Ionel Augustin 30' | Asistencia: 8.000 espectadores Árbitro(s): Dimitar Parmakov | Asistencia: 8.000 espectadores Árbitro(s): Dimitar Parmakov |

| 10 de octubre de 1979 20:00 España | España | 0:1 (0:1) | Yugoslavia      | Mestalla, Valencia,                                        |                                                            |
|                                    |        |           | Ivica Šurjak 5' | Asistencia: 28.078 espectadores Árbitro(s): Brian McGinlay | Asistencia: 28.078 espectadores Árbitro(s): Brian McGinlay |

| 31 de octubre de 1979 13:00 Yugoslavia | Yugoslavia                              | 2:1 (0:0) | Rumanía             | Trepca, Mitrovica,                                      |                                                         |
|                                        | Zlatko Vujović 48' · Blaž Slišković 50' |           | Marcel Răducanu 79' | Asistencia: 24.397 espectadores Árbitro(s): Jan Redelfs | Asistencia: 24.397 espectadores Árbitro(s): Jan Redelfs |

| 14 de noviembre de 1979 14:30 Yugoslavia | Yugoslavia                                                                              | 5:0 (1:0) | Chipre | Karadjordje, Novi Sad,                                     |                                                            |
|                                          | Zlatko Kranjčar 32', 50' · Zlatko Vujović 60' · Vladimir Petrović 75' · Dušan Savić 87' |           |        | Asistencia: 14.134 espectadores Árbitro(s): Yordan Zhezhov | Asistencia: 14.134 espectadores Árbitro(s): Yordan Zhezhov |

| 18 de noviembre de 1979 12:00 Rumania | Rumanía                                     | 2:0 (1:0) | Chipre | Dinamo, Bucarest,                                         |                                                           |
|                                       | Gheorghe Mulțescu 40' · Marcel Răducanu 75' |           |        | Asistencia: 10.000 espectadores Árbitro(s): Dusan Krchnák | Asistencia: 10.000 espectadores Árbitro(s): Dusan Krchnák |

| 9 de diciembre de 1979 12:00 Chipre | Chipre             | 1:3 (0:2) | España                                                     | Tsirio, Limassol,                                       |                                                         |
|                                     | Fivos Vrahimis 69' |           | Ángel María Villar 5' · Santillana 41' · Enrique Saura 89' | Asistencia: 15.000 espectadores Árbitro(s): Josef Bucek | Asistencia: 15.000 espectadores Árbitro(s): Josef Bucek |

### Grupo 4
| Pos. | Equipo               | Pts. | PJ | G | E | P | GF | GC | Dif. | Clasificación |
| ---- | -------------------- | ---- | -- | - | - | - | -- | -- | ---- | ------------- |
| 1    | Países Bajos         | 13   | 8  | 6 | 1 | 1 | 20 | 6  | +14  | Eurocopa 1980 |
| 2    | Polonia              | 12   | 8  | 5 | 2 | 1 | 13 | 4  | +9   |               |
| 3    | Alemania Democrática | 11   | 8  | 5 | 1 | 2 | 18 | 11 | +7   |               |
| 4    | Suiza                | 4    | 8  | 2 | 0 | 6 | 7  | 18 | −11  |               |
| 5    | Islandia             | 0    | 8  | 0 | 0 | 8 | 2  | 21 | −19  |               |

 Fuente: 
Resumen de partidos:
| 6 de septiembre de 1978 18:15 Islandia | Islandia | 0:2 (0:1) | Polonia                             | Laugardalsvöllur, Reikiavik,                            |                                                         |
|                                        |          |           | Marek Kusto 24' · Grzegorz Lato 85' | Asistencia: 6.594 espectadores Árbitro(s): Thomas Perry | Asistencia: 6.594 espectadores Árbitro(s): Thomas Perry |

| 20 de septiembre de 1978 20:00 Países Bajos | Países Bajos                                            | 3:0 (1:0) | Islandia | Goffert, Nimega,                                            |                                                             |
|                                             | Ruud Krol 31' · Ernie Brandts 53' · Rob Rensenbrink 63' |           |          | Asistencia: 13.113 espectadores Árbitro(s): Anders Mattsson | Asistencia: 13.113 espectadores Árbitro(s): Anders Mattsson |

| 4 de octubre de 1978 17:00 Alemania Democrática | Alemania Democrática                                             | 3:1 (2:1) | Islandia            | Kurt Wabbel, Halle,                                                      |                                                                          |
|                                                 | Werner Peter 6' · Hans-Jürgen Riediger 29' · Martin Hoffmann 72' |           | Pétur Pétursson 14' | Asistencia: 9.084 espectadores Árbitro(s): Thomas Henry Charles Reynolds | Asistencia: 9.084 espectadores Árbitro(s): Thomas Henry Charles Reynolds |

| 11 de octubre de 1978 20:15 Suiza | Suiza             | 1:3 (1:1) | Países Bajos                                            | Wankdorfstadion, Berna,                                               |                                                                       |
|                                   | Markus Tanner 32' |           | Piet Wildschut 19' · Ernie Brandts 67' · Ruud Geels 90' | Asistencia: 20.732 espectadores Árbitro(s): César Correia Diaz da Luz | Asistencia: 20.732 espectadores Árbitro(s): César Correia Diaz da Luz |

| 15 de noviembre de 1978 20:00 Países Bajos | Países Bajos                           | 3:0 (1:0) | Alemania Democrática | De Kuip, Róterdam,                                       |                                                          |
|                                            | Gerd Kische 18' · Ruud Geels 72' , 88' |           |                      | Asistencia: 38.000 espectadores Árbitro(s): Ulf Eriksson | Asistencia: 38.000 espectadores Árbitro(s): Ulf Eriksson |

| 15 de noviembre de 1978 17:00 Polonia | Polonia                               | 2:0 (1:0) | Suiza | Olimpijski, Breslavia,                                   |                                                          |
|                                       | Zbigniew Boniek 39' · Roman Ogaza 56' |           |       | Asistencia: 27.576 espectadores Árbitro(s): Franz Wöhrer | Asistencia: 27.576 espectadores Árbitro(s): Franz Wöhrer |

| 28 de marzo de 1979 20:00 Países Bajos | Países Bajos                                     | 3:0 (0:0) | Suiza | Philips Stadion, Eindhoven,                              |                                                          |
|                                        | Kees Kist 55' · John Metgod 84' · Jan Peters 89' |           |       | Asistencia: 21.674 espectadores Árbitro(s): John Hunting | Asistencia: 21.674 espectadores Árbitro(s): John Hunting |

| 18 de abril de 1979 17:00 Alemania Democrática | Alemania Democrática                     | 2:1 (0:1) | Polonia            | Zentralstadion, Leipzig,                                   |                                                            |
|                                                | Joachim Streich 59' · Lutz Lindemann 63' |           | Zbigniew Boniek 9' | Asistencia: 55.000 espectadores Árbitro(s): Eldar Azimzade | Asistencia: 55.000 espectadores Árbitro(s): Eldar Azimzade |

| 2 de mayo de 1979 17:15 Polonia | Polonia                                     | 2:0 (1:0) | Países Bajos | Silesia, Chorzów,                                        |                                                          |
|                                 | Zbigniew Boniek 19' · Wlodzimierz Mazur 64' |           |              | Asistencia: 85.000 espectadores Árbitro(s): Robert Wurtz | Asistencia: 85.000 espectadores Árbitro(s): Robert Wurtz |

| 5 de mayo de 1979 17:30 Suiza | Suiza | 0:2 (0:1) | Alemania Democrática                     | Espenmoos, San Galo,                                             |                                                                  |
|                               |       |           | Lutz Lindemann 45' · Joachim Streich 90' | Asistencia: 7.486 espectadores Árbitro(s): Augusto Lamo Castillo | Asistencia: 7.486 espectadores Árbitro(s): Augusto Lamo Castillo |

| 22 de mayo de 1979 18:15 Suiza | Suiza                                       | 2:0 (1:0) | Islandia | Wankdorfstadion, Berna,                                   |                                                           |
|                                | Herbert Hermann 27' · Gian-Pietro Zappa 53' |           |          | Asistencia: 20.234 espectadores Árbitro(s): Albert Victor | Asistencia: 20.234 espectadores Árbitro(s): Albert Victor |

| 9 de junio de 1979 14:00 Islandia | Islandia              | 1:2 (0:0) | Suiza                                  | Laugardalsvöllur, Reikiavik,                                  |                                                               |
|                                   | Janus Guðlaugsson 49' |           | Raimondo Ponte 59' · Heinz Hermann 61' | Asistencia: 10.469 espectadores Árbitro(s): Edward A. Farrell | Asistencia: 10.469 espectadores Árbitro(s): Edward A. Farrell |

| 5 de septiembre de 1979 18:30 Islandia | Islandia | 0:4 (0:0) | Países Bajos                                                             | Laugardalsvöllur, Reikiavik,                            |                                                         |
|                                        |          |           | John Metgod 48' · Willy van de Kerkhof Goal 71' · Dick Nanninga 73', 87' | Asistencia: 6.200 espectadores Árbitro(s): Clive Thomas | Asistencia: 6.200 espectadores Árbitro(s): Clive Thomas |

| 12 de septiembre de 1979 18:15 Islandia | Islandia | 0:3 (0:0) | Alemania Democrática                      | Laugardalsvöllur, Reikiavik,                                |                                                             |
|                                         |          |           | Gerd Weber 66', 73' · Joachim Streich 80' | Asistencia: 9.162 espectadores Árbitro(s): Svein Inge Thime | Asistencia: 9.162 espectadores Árbitro(s): Svein Inge Thime |

| 12 de septiembre de 1979 20:15 Suiza | Suiza | 0:2 (0:1) | Polonia                     | La Pontaise, Lausana,                                    |                                                          |
|                                      |       |           | Stanislaw Terlecki 34', 63' | Asistencia: 22.363 espectadores Árbitro(s): Otto Anderco | Asistencia: 22.363 espectadores Árbitro(s): Otto Anderco |

| 26 de septiembre de 1979 17:45 Polonia | Polonia              | 1:1 (0:0) | Alemania Democrática | Silesia, Chorzów,                                             |                                                               |
|                                        | Henryk Wieczorek 77' |           | Reinhard Häfner 62'  | Asistencia: 70.000 espectadores Árbitro(s): Patrick Partridge | Asistencia: 70.000 espectadores Árbitro(s): Patrick Partridge |

| 10 de octubre de 1979 17:45 Polonia | Polonia              | 2:0 (0:0) | Islandia | Henryk Reyman, Cracovia,                                          |                                                                   |
|                                     | Roman Ogaza 55', 74' |           |          | Asistencia: 13.352 espectadores Árbitro(s): Henning Lund-Sørensen | Asistencia: 13.352 espectadores Árbitro(s): Henning Lund-Sørensen |

| 13 de octubre de 1979 14:00 Alemania Democrática | Alemania Democrática                                                   | 5:2 (3:1) | Suiza                                        | Weltjugend, Berlín,                                      |                                                          |
|                                                  | Gerd Weber 1' · Martin Hoffmann 11', 75', 80' · Rüdiger Schnuphase 26' |           | Umberto Barberis 19' · Hans Jorg Pfister 72' | Asistencia: 32.406 espectadores Árbitro(s): Robert Wurtz | Asistencia: 32.406 espectadores Árbitro(s): Robert Wurtz |

| 17 de octubre de 1979 20:00 Países Bajos | Países Bajos     | 1:1 (0:1) | Polonia          | Olympisch, Ámsterdam,                                     |                                                           |
|                                          | Huub Stevens 65' |           | Wojciech Rudy 4' | Asistencia: 54.000 espectadores Árbitro(s): Paolo Casarin | Asistencia: 54.000 espectadores Árbitro(s): Paolo Casarin |

| 21 de noviembre de 1979 17:00 Alemania Democrática | Alemania Democrática                         | 2:3 (2:1) | Países Bajos                                                  | Zentralstadion, Leipzig,                                    |                                                             |
|                                                    | Rüdiger Schnuphase 17' · Joachim Streich 33' |           | Frans Thijssen 45' · Kees Kist 50' · Willy van de Kerkhof 67' | Asistencia: 92.000 espectadores Árbitro(s): Antonio Garrido | Asistencia: 92.000 espectadores Árbitro(s): Antonio Garrido |

### Grupo 5
| Pos. | Equipo         | Pts. | PJ | G | E | P | GF | GC | Dif. | Clasificación |
| ---- | -------------- | ---- | -- | - | - | - | -- | -- | ---- | ------------- |
| 1    | Checoslovaquia | 10   | 6  | 5 | 0 | 1 | 17 | 4  | +13  | Eurocopa 1980 |
| 2    | Francia        | 9    | 6  | 4 | 1 | 1 | 13 | 7  | +6   |               |
| 3    | Suecia         | 4    | 6  | 1 | 2 | 3 | 9  | 13 | −4   |               |
| 4    | Luxemburgo     | 1    | 6  | 0 | 1 | 5 | 2  | 17 | −15  |               |

 Fuente: 
Resumen de partidos:
| 1 de septiembre de 1978 20:30 Francia | Francia                           | 2:2 (0:0) | Suecia                                   | Parc des Princes, Paris,                                   |                                                            |
|                                       | Marc Berdoll 72' · Didier Six 83' |           | Mats Nordgren 54' · Anders Grönhagen 90' | Asistencia: 44.703 espectadores Árbitro(s): Károly Palotai | Asistencia: 44.703 espectadores Árbitro(s): Károly Palotai |

| 4 de octubre de 1978 19:00 Suecia | Suecia         | 1:3 (1:1) | Checoslovaquia                                          | Rasunda, Estocolmo,                                     |                                                         |
|                                   | Hasse Borg 15' |           | Karel Kroupa 17' · Marián Masný 47' · Zdeněk Nehoda 85' | Asistencia: 11.985 espectadores Árbitro(s): John Gordon | Asistencia: 11.985 espectadores Árbitro(s): John Gordon |

| 7 de octubre de 1978 15:30 Luxemburgo | Luxemburgo         | 1:3 (0:1) | Francia                                                  | Josy Barthel, Luxemburgo,                                |                                                          |
|                                       | Romain Michaux 73' |           | Didier Six 14' · Marius Trésor 62' · Albert Gemmrich 79' | Asistencia: 12.650 espectadores Árbitro(s): Henk Weerink | Asistencia: 12.650 espectadores Árbitro(s): Henk Weerink |

| 25 de febrero de 1979 15:00 Francia | Francia                                                     | 3:0 (1:0) | Luxemburgo | Parc des Princes, Paris,                                   |                                                            |
|                                     | Jean Petit 38' · Albert Emon 62' · Jean-François Larios 80' |           |            | Asistencia: 46.988 espectadores Árbitro(s): Ronald Bridges | Asistencia: 46.988 espectadores Árbitro(s): Ronald Bridges |

| 4 de abril de 1979 17:00 Checoslovaquia | Checoslovaquia                                | 2:0 (0:0) | Francia | Tehelné pole, Bratislava,                                  |                                                            |
|                                         | Antonín Panenka 67' · František Štambachr 72' |           |         | Asistencia: 48.138 espectadores Árbitro(s): Heinz Aldinger | Asistencia: 48.138 espectadores Árbitro(s): Heinz Aldinger |

| 1 de mayo de 1979 16:00 Luxemburgo | Luxemburgo | 0:3 (0:1) | Checoslovaquia                                                     | Josy Barthel, Luxemburgo,                               |                                                         |
|                                    |            |           | Marián Masný 22' · Miroslav Gajdůšek 67' · František Štambachr 68' | Asistencia: 4.030 espectadores Árbitro(s): Bruno Galler | Asistencia: 4.030 espectadores Árbitro(s): Bruno Galler |

| 7 de junio de 1979 19:00 Suecia | Suecia                                      | 3:0 (2:0) | Luxemburgo | Malmö Stadion, Malmö,                                          |                                                                |
|                                 | Anders Grönhagen 15' · Tore Cervin 29', 54' |           |            | Asistencia: 7.298 espectadores Árbitro(s): Aleksander Suchanek | Asistencia: 7.298 espectadores Árbitro(s): Aleksander Suchanek |

| 5 de septiembre de 1979 19:00 Suecia | Suecia           | 1:3 (1:1) | Francia                                                          | Rasunda, Estocolmo,                                               |                                                                   |
|                                      | Rutger Backe 24' |           | Bernard Lacombe 14' · Michel Platini 55' · Patrick Battiston 71' | Asistencia: 14.393 espectadores Árbitro(s): Ángel Franco Martínez | Asistencia: 14.393 espectadores Árbitro(s): Ángel Franco Martínez |

| 10 de octubre de 1979 17:00 Checoslovaquia | Checoslovaquia                                              | 4:1 (3:0) | Suecia           | Letna, Praga,                                           |                                                         |
|                                            | Zdeněk Nehoda 20' · Ján Kozák 34' · Ladislav Vízek 41', 78' |           | Jan Svensson 61' | Asistencia: 35.000 espectadores Árbitro(s): Talat Tokat | Asistencia: 35.000 espectadores Árbitro(s): Talat Tokat |

| 22 de octubre de 1979 19:15 Luxemburgo | Luxemburgo    | 1:1 (1:0) | Suecia               | Stade de la Frontière, Esch-sur-Alzette,                    |                                                             |
|                                        | Nico Braun 4' |           | Anders Grönhagen 61' | Asistencia: 2.123 espectadores Árbitro(s): Walter Horstmann | Asistencia: 2.123 espectadores Árbitro(s): Walter Horstmann |

| 17 de noviembre de 1979 20:30 Francia | Francia                                | 2:1 (0:0) | Checoslovaquia | Parc des Princes, Paris,                                    |                                                             |
|                                       | Eric Pécout 67' · Gilles Rampillon 75' |           | Jan Kozák 89'  | Asistencia: 39.973 espectadores Árbitro(s): Horst Brummeier | Asistencia: 39.973 espectadores Árbitro(s): Horst Brummeier |

| 24 de noviembre de 1979 17:00 Checoslovaquia | Checoslovaquia                                                   | 4:0 (3:0) | Luxemburgo | Letna, Praga,                                                     |                                                                   |
|                                              | Antonín Panenka 37' · Marián Masný 39', 45' · Ladislav Vízek 61' |           |            | Asistencia: 17.000 espectadores Árbitro(s): Marcel Van Langenhove | Asistencia: 17.000 espectadores Árbitro(s): Marcel Van Langenhove |

### Grupo 6
| Pos. | Equipo          | Pts. | PJ | G | E | P | GF | GC | Dif. | Clasificación |
| ---- | --------------- | ---- | -- | - | - | - | -- | -- | ---- | ------------- |
| 1    | Grecia          | 7    | 6  | 3 | 1 | 2 | 13 | 7  | +6   | Eurocopa 1980 |
| 2    | Hungría         | 6    | 6  | 2 | 2 | 2 | 9  | 9  | 0    |               |
| 3    | Finlandia       | 6    | 6  | 2 | 2 | 2 | 10 | 15 | −5   |               |
| 4    | Unión Soviética | 5    | 6  | 1 | 3 | 2 | 7  | 8  | −1   |               |

 Fuente: 
Resumen de partidos:
| 24 de mayo de 1978 19:00 Finlandia | Finlandia                                 | 3:0 (1:0) | Grecia | Olympiastadion, Helsinki,                                |                                                          |
|                                    | Atik Ismail 35', 82' · Jyrki Nieminen 80' |           |        | Asistencia: 7.740 espectadores Árbitro(s): Heinz Einbeck | Asistencia: 7.740 espectadores Árbitro(s): Heinz Einbeck |

| 20 de septiembre de 1978 18:30 Finlandia | Finlandia                          | 2:1 (1:0) | Hungría           | Olympiastadion, Helsinki,                                   |                                                             |
|                                          | Atik Ismail 30' · Seppo Pyykkö 53' |           | Laszlo Tieber 74' | Asistencia: 4.797 espectadores Árbitro(s): Erik Fredriksson | Asistencia: 4.797 espectadores Árbitro(s): Erik Fredriksson |

| 20 de septiembre de 1978 19:00 Unión Soviética | Unión Soviética                             | 2:0 (1:0) | Grecia | Hrazdan, Ereván,                                           |                                                            |
|                                                | Yuri Chesnokov 20' · Volodímir Bezsónov 53' |           |        | Asistencia: 40.000 espectadores Árbitro(s): John Carpenter | Asistencia: 40.000 espectadores Árbitro(s): John Carpenter |

| 11 de octubre de 1978 15:30 Grecia | Grecia                                                                                                   | 8:1 (5:0) | Finlandia         | Apostolos Nikolaidis, Atenas,                                    |                                                                  |
|                                    | Takis Nikoloudis 15', 25' · Georgios Delikaris 23', 47' · Thomas Mavros 38', 44', 75' · Maik Galakos 81' |           | Aki Heiskanen 61' | Asistencia: 9.000 espectadores Árbitro(s): Marcel Van Langenhove | Asistencia: 9.000 espectadores Árbitro(s): Marcel Van Langenhove |

| 11 de octubre de 1978 18:00 Hungría | Hungría                               | 2:0 (1:0) | Unión Soviética | Ferenc Puskás, Budapest,                                      |                                                               |
|                                     | Béla Várady 26' · Laszlo Szokolai 60' |           |                 | Asistencia: 32.000 espectadores Árbitro(s): Walter Eschweiler | Asistencia: 32.000 espectadores Árbitro(s): Walter Eschweiler |

| 29 de octubre de 1978 15:00 Grecia | Grecia                                                              | 4:1 (0:0) | Hungría         | Kaftanzoglio, Salónica,                                            |                                                                    |
|                                    | Maik Galakos 58', 67' · Christos Ardizoglou 71' · Thomas Mavros 89' |           | Béla Várady 90' | Asistencia: 13.463 espectadores Árbitro(s): Nikola Milanov Doudine | Asistencia: 13.463 espectadores Árbitro(s): Nikola Milanov Doudine |

| 2 de mayo de 1979 18:30 Hungría | Hungría | 0:0 (0:0) | Grecia | Ferenc Puskás, Budapest,                                          |  |
|                                 |         |           |        | Asistencia: 23.000 espectadores Árbitro(s): Bartley John Homewood |  |

| 19 de mayo de 1979 19:00 Unión Soviética | Unión Soviética                          | 2:2 (1:1) | Hungría                               | Dinamo, Tiflis,                                            |                                                            |
|                                          | Yuri Chesnokov 23' · Ramaz Shengelia 75' |           | Gyorgy Tatar 33' · Laszlo Pusztai 63' | Asistencia: 75.000 espectadores Árbitro(s): Brian McGinlay | Asistencia: 75.000 espectadores Árbitro(s): Brian McGinlay |

| 4 de julio de 1979 19:00 Finlandia | Finlandia       | 1:1 (0:1) | Unión Soviética         | Olympiastadion, Helsinki,                                |                                                          |
|                                    | Atik Ismail 55' |           | Aleksandr Khapsalis 28' | Asistencia: 13.119 espectadores Árbitro(s): Ole Amundsen | Asistencia: 13.119 espectadores Árbitro(s): Ole Amundsen |

| 12 de septiembre de 1979 17:00 Grecia | Grecia              | 1:0 (1:0) | Unión Soviética | Apostolos Nikolaidis, Atenas,                               |                                                             |
|                                       | Takis Nikoloudis 9' |           |                 | Asistencia: 25.537 espectadores Árbitro(s): Antonio Garrido | Asistencia: 25.537 espectadores Árbitro(s): Antonio Garrido |

| 17 de octubre de 1979 14:00 Hungría | Hungría                                   | 3:1 (2:0) | Finlandia          | Oláh Gábor, Debrecen,                                      |                                                            |
|                                     | László Fekete 11', 42' · Gyorgy Tatar 57' |           | Miikka Toivola 47' | Asistencia: 18.000 espectadores Árbitro(s): Charles Corver | Asistencia: 18.000 espectadores Árbitro(s): Charles Corver |

| 31 de octubre de 1979 19:00 Unión Soviética | Unión Soviética                          | 2:2 (0:0) | Finlandia                           | Luzhnikí, Moscú,                                            |                                                             |
|                                             | Serguéi Andréyev 50' · Yuri Gavrílov 67' |           | Kai Haaskivi 76' · Tuomo Hakala 82' | Asistencia: 1.500 espectadores Árbitro(s): Aleksandar Nikić | Asistencia: 1.500 espectadores Árbitro(s): Aleksandar Nikić |

### Grupo 7
| Pos. | Equipo           | Pts. | PJ | G | E | P | GF | GC | Dif. | Clasificación |
| ---- | ---------------- | ---- | -- | - | - | - | -- | -- | ---- | ------------- |
| 1    | Alemania Federal | 10   | 6  | 4 | 2 | 0 | 17 | 1  | +16  | Eurocopa 1980 |
| 2    | Turquía          | 7    | 6  | 3 | 1 | 2 | 5  | 5  | 0    |               |
| 3    | Gales            | 6    | 6  | 3 | 0 | 3 | 11 | 8  | +3   |               |
| 4    | Malta            | 1    | 6  | 0 | 1 | 5 | 2  | 21 | −19  |               |

 Fuente: 
Resumen de partidos:
| 25 de octubre de 1978 19:30 Gales | Gales                                                                                       | 7:0 (3:0) | Malta | Racecourse Ground, Wrexham,                                     |                                                                 |
|                                   | Peter O'Sullivan 18' · Ian Edwards 20', 45', 48', 51' · Mickey Thomas 71' · Brian Flynn 82' |           |       | Asistencia: 11.475 espectadores Árbitro(s): Magnus V. Pétursson | Asistencia: 11.475 espectadores Árbitro(s): Magnus V. Pétursson |

| 29 de noviembre de 1978 19:30 Gales | Gales          | 1:0 (0:0) | Turquía | Racecourse Ground, Wrexham,                               |                                                           |
|                                     | Nick Deacy 70' |           |         | Asistencia: 11.794 espectadores Árbitro(s): Alojzy Jarguz | Asistencia: 11.794 espectadores Árbitro(s): Alojzy Jarguz |

| 25 de febrero de 1979 14:30 Malta | Malta | 0:0 (0:0) | Alemania Federal | Empire Stadium, Gżira,                                      |  |
|                                   |       |           |                  | Asistencia: 8.450 espectadores Árbitro(s): Vojtech Christov |  |

| 18 de marzo de 1979 15:00 Turquía | Turquía                           | 2:1 (1:0) | Malta                    | Izmir Alsancak, Esmirna,                                     |                                                              |
|                                   | Sedat Özden 34' · Fatih Terim 54' |           | Ernest Spiteri-Gonzi 52' | Asistencia: 34.154 espectadores Árbitro(s): Tome Manojlovski | Asistencia: 34.154 espectadores Árbitro(s): Tome Manojlovski |

| 1 de abril de 1979 15:30 Turquía | Turquía | 0:0 (0:0) | Alemania Federal | Izmir Alsancak, Esmirna,                                    |  |
|                                  |         |           |                  | Asistencia: 68.000 espectadores Árbitro(s): Miroslav Stupar |  |

| 2 de mayo de 1979 19:30 Gales | Gales | 0:2 (0:1) | Alemania Federal                           | Racecourse Ground, Wrexham,                                    |                                                                |
|                               |       |           | Herbert Zimmermann 30' · Klaus Fischer 52' | Asistencia: 26.900 espectadores Árbitro(s): Alberto Michelotti | Asistencia: 26.900 espectadores Árbitro(s): Alberto Michelotti |

| 2 de junio de 1979 18:00 Malta | Malta | 0:2 (0:1) | Gales                                | Empire Stadium, Gżira,                                         |                                                                |
|                                |       |           | Peter Nicholas 15' · Brian Flynn 51' | Asistencia: 8.358 espectadores Árbitro(s): Nikolaos Lagoyannis | Asistencia: 8.358 espectadores Árbitro(s): Nikolaos Lagoyannis |

| 17 de octubre de 1979 20:15 Alemania Federal | Alemania Federal                                                                               | 5:1 (4:0) | Gales           | Müngersdorf, Colonia,                                            |                                                                  |
|                                              | Klaus Fischer 21', 38' · Manfred Kaltz 32' · Karl-Heinz Rummenigge 42' · Karlheinz Förster 83' |           | Alan Curtis 84' | Asistencia: 61.000 espectadores Árbitro(s): Johannes N.I. Keizer | Asistencia: 61.000 espectadores Árbitro(s): Johannes N.I. Keizer |

| 28 de octubre de 1979 15:15 Malta | Malta                | 1:2 (0:2) | Turquía                               | Empire Stadium, Gżira,                                         |                                                                |
|                                   | Emanuel Farrugia 62' |           | Sedat Özden 20' · Mustafa Denizli 25' | Asistencia: 1.976 espectadores Árbitro(s): Gianfranco Menegali | Asistencia: 1.976 espectadores Árbitro(s): Gianfranco Menegali |

| 21 de noviembre de 1979 15:00 Turquía | Turquía        | 1:0 (0:0) | Gales | Izmir Alsancak, Esmirna,                                     |                                                              |
|                                       | Erhan Önal 80' |           |       | Asistencia: 30.650 espectadores Árbitro(s): Constantin Ghita | Asistencia: 30.650 espectadores Árbitro(s): Constantin Ghita |

| 22 de diciembre de 1979 15:30 Alemania Federal | Alemania Federal                           | 2:0 (1:0) | Turquía | Parkstadion, Gelsenkirchen,                                |                                                            |
|                                                | Klaus Fischer 15' · Herbert Zimmermann 89' |           |         | Asistencia: 73.000 espectadores Árbitro(s): Rudolf Renggli | Asistencia: 73.000 espectadores Árbitro(s): Rudolf Renggli |

| 27 de febrero de 1980 20:00 Alemania Federal | Alemania Federal | 8:0 (3:0) | Malta | Weserstadion, Bremen,                                      |                                                            |
|                                              | Klaus Allofs 11', 55' · Rainer Bonhof 19' · Klaus Fischer 40', 90' · John Holland 61' · Walter Kelsch 70' · Karl-Heinz Rummenigge 74' |           |       | Asistencia: 33.278 espectadores Árbitro(s): Norbert Rolles | Asistencia: 33.278 espectadores Árbitro(s): Norbert Rolles |